# Veitchia metiti
Espèce
Statut de conservation UICN

 CD  : Dépendant de la conservation
(appellation d’avant 2001)
Veitchia metiti est une espèce de plantes de la famille des Arecaceae.